# Карпинето (Рим)
Карпинето је насеље у Италији у округу Рим, региону Лацио.
Према процени из 2011. у насељу је живело 244 становника. Насеље се налази на надморској висини од 311 м.